# Hermann Dumrath
Friedrich August Hermann Dumrath (* 28. Dezember 1818 in Stettin; † 6. Januar 1906 in Dresden) war ein deutscher Regierungsbeamter, Rittergutsbesitzer und Parlamentarier.

## Leben
Nach dem Besuch des Gymnasiums in Stettin studierte Hermann Dumrath an den Universitäten Berlin, Bonn, Heidelberg und Berlin Rechtswissenschaften. 1838 wurde er Mitglied des Corps Rhenania Bonn. Während seiner Studienzeit in Bonn gehörte der Mitbegründer der modernen Schweiz Alfred Escher zu seinem Freundeskreis.
Nach dem Studium wurde er 1845 Oberlandesgerichtsassessor. Er wechselte 1851 in den Regierungsdienst und wurde 1854 Regierungsrat und 1874 Oberregierungsrat in Stettin. Seit 1877 war er Rittergutsbesitzer von Buslar im Landkreis Pyritz. Dumrath war von 1871 bis 1873 Mitglied des Preußischen Abgeordnetenhauses. Dumrath war Vertreter der Pommerschen ökonomischen Gesellschaft zu Regenwalde. Ab 1883 lebte er in Dresden. In den 1880er Jahren saß er im Landes-Eisenbahnrat für die Region Berlin.
Seine Frau war Sophie Ulrike Charlotte Dumrath geb. Thielecke-Buslar, Nachfahrin der Gutsbesitzer-Familie Sperling auf Buslar, sie hatten vier Söhne, Ulrich Dumrath (1851–1921), Conrad Hermann Wilhelm (* 1853), Hermann Karl Dumrath (1854–1922) und Ernst Hermann Richard (* 1857), der eine höhere Offizierslaufbahn wahrnam. Die Söhne Ulrich Dumrath und Hermann Karl Dumrath gehörten ebenfalls dem Preußischen Abgeordnetenhaus an.
Hermann Dumrath war ein großer Unterstützer von Heinrich Berghaus bei dessen Bearbeitung des Landbuches des Herzogtums Stettin. Zudem setzte er sich für den Tierwohl ein und wurde Mitglied des Deutschen Vereins zum Schutze der Vogelwelt. Hermann Dumrath war bis zum Lebensende Mitglied der Gesellschaft für Pommersche Geschichte und Alterthumskunde.